# الحكاكشة (البيبان)
الحكاكشة هو دُوَّار يقع بجماعة بني مالك، إقليم القنيطرة، جهة الرباط سلا القنيطرة في المملكة المغربية. ينتمي الدوّار لمشيخة البيبان التي تضم 16 دوار. يقدر عدد سكانه بـ 229 نسمة حسب الإحصاء الرسمي للسكان والسكنى لسنة 2004.

## روابط خارجية
- البوابة الوطنية للجماعات الترابية
- المندوبية السامية للتخطيط